# Toute seule (album)
Pour les articles homonymes, voir Toute seule.
Albums de Muriel Moreno
Required Elements
(2000)
Toute seule est le  premier album solo de Muriel Moreno, enregistré après la séparation du groupe Niagara. Paru en 1996 sur le label EastWest, l'album de 14 titres sera réédité par XIII Bis Records en 2001, agrémenté d'un titre remixé.

## Genèse
Après la séparation de Niagara, Muriel Moreno travaille durant 18 mois dans son home studio. Elle écrit, compose et produit les titres de son premier album en solo, sur lesquels elle joue de la guitare, des claviers et de la batterie. Le projet est finalisé par Christian Lechevretel au studio Davout. L'album sort en 1996 chez EastWest, sans retrouver le succès commercial des productions de Niagara,.

## Liste des titres

### Édition 1996
| No  | Titre                              | Paroles       | Musique            | Durée |
| --- | ---------------------------------- | ------------- | ------------------ | ----- |
| 1.  | Une nuit que je dormais par terre  | Muriel Moreno | Muriel Moreno      | 4:22  |
| 2.  | Mes 10 commandements               | Muriel Moreno | Muriel Moreno      | 4:27  |
| 3.  | Près du lac vert                   | Muriel Moreno | Muriel Moreno      | 3:43  |
| 4.  | Tes départs                        | Muriel Moreno | Muriel Moreno      | 4:53  |
| 5.  | My prime of youth                  | Muriel Moreno | Chidiock Tichborne | 3:10  |
| 6.  | Les gens qui ne peuvent réfléchirr | Muriel Moreno | Muriel Moreno      | 4:22  |
| 7.  | Tout va bien si j'évite d'y penser | Muriel Moreno | Muriel Moreno      | 3:30  |
| 8.  | Lonely love affair                 | Muriel Moreno | Muriel Moreno      | 5:14  |
| 9.  | I don't like the sun               | Muriel Moreno | Muriel Moreno      | 5:30  |
| 10. | Quand le vent vient aux feuilles   | Muriel Moreno | Sally Nyolo        | 3:28  |
| 11. | Condamnées à plaire                | Muriel Moreno | Muriel Moreno      | 5:11  |
| 12. | Maybe you haven't got              | Muriel Moreno | Muriel Moreno      | 4:34  |
| 13. | Maggie                             | Muriel Moreno | Muriel Moreno      | 4:18  |
| 14. | Dans le lit du courant             | Muriel Moreno | Muriel Moreno      | 3:51  |

## Réédition 2001

### Titre Bonus
| No  | Titre               | Paroles       | Musique       | Durée |
| --- | ------------------- | ------------- | ------------- | ----- |
| 15. | Tes départs (Remix) | Muriel Moreno | Muriel Moreno | 4:34  |

## Crédits
- Chant : Muriel Laporte
- Chœur : Muriel Laporte, Sally Soleïnie Nyolo
- Musiciens :
  - Basse : Muriel Laporte, Laurent Griffon, Michel Sanchez,
  - Batterie : Muriel Laporte
  - Guitares : Muriel Laporte, Yarol Poupaud, Antoine Pinchot, Alexandre Azaria
  - Claviers : Muriel Laporte
  - Contrebasse :Pierre Mortarelli
  - Violoncelle : Véronique Tat
  - Basson : Bruno Rousselet
  - Percussions : Sally Soleïnie Nyolo, Franck Michiels
  - Flûte basse : Franck Michiels
  - Hautbois : Christian Paboeuf
- Programmation : Christian Lechevretel, Alexis Mauri (15)
- Ingénieurs du son : Stephen Prestage, Christophe Marais,
- Arrangements : Muriel Moreno, Alexis Mauri (15)
- Direction musicale : Muriel Moreno
- Mixage : Gilles Martin, Charles Van Der Helst
- Photos : Elisa Pasquet
- Conception pochette : Emilie Brouard
- Mastering : Diam's Raphaël
- Réalisation : Muriel Moreno